# Silene fuscata
Silene fuscata là loài thực vật có hoa thuộc họ Cẩm chướng. Loài này được Link ex Brot. miêu tả khoa học đầu tiên năm 1805.